# The Shrine
The Shrine ist eine US-amerikanische Stoner-Rock-Band aus Venice Beach. Die Band steht bei dem Plattenlabel Century Media unter Vertrag und hat bislang vier Studioalben veröffentlicht.

## Geschichte
Der Sänger und Gitarrist Josh Landau und der Bassist Court Murphy lernten sich auf der Highschool in Santa Monica kennen. Als jemand auf einer Party eine Platte von Thin Lizzy auflegte, beschlossen beide, eine Band zu gründen. Über eine Zeitungsanzeige lernten beide den Schlagzeuger Jeff Murray kennen und gründeten im Jahre 2008 die Band The Shrine. Die Band veröffentlichte in Eigenregie einige Singles, bevor The Shrine von Tee Pee Records unter Vertrag genommen wurde. Im Jahre 2012 erschien das Debütalbum Primitive Blast, das eigentlich ein Demo werden sollte und von der Band neu gemischt und gemastert wurde. Im gleichen Jahr spielte die Band eine Europatournee im Vorprogramm von Fu Manchu.
Es folgten weitere Tourneen mit Graveyard, Dinosaur Jr. und Red Fang sowie weitere Single- und Split-Veröffentlichungen. Gleichzeitig begannen die Musiker mit den Arbeiten an ihrem zweiten Studioalbum "Bless Off". Zunächst nahm die Band im niederländischen Den Haag ein Demo auf. Ein halbes Jahr später fanden in Venice Beach die eigentlichen Aufnahmen statt. "Bless Off" erschien im Frühjahr 2014 ebenfalls über Tee Pee Records. The Shrine tourten mit Earthless durch Nordamerika und mit Kadavar durch Europa. Darüber hinaus nahmen sie noch an der SXSW-Festivaltour teil.
Im Juni 2015 wurden The Shrine vom deutschen Plattenlabel Century Media unter Vertrag genommen, die das dritte Studioalbum Rare Breed am 30. Oktober 2015 veröffentlichte.

## Stil
Gregory Heany von Allmusic beschreibt The Shrine als eine Band, deren Sound auf den frühen Tagen des Punk und der New Wave of British Heavy Metal basiert. Sänger Josh Landau bezeichnete seine Band als Oxymoron der späten 1970er Jahre, als die Ramones für Black Sabbath eröffneten. Ein weiterer Haupteinfluss ist die Hardcore-Band Black Flag. Laut Sänger Josh Landau ergaben sich für die Band aufgrund der breitgefächerten Einflüsse stets Probleme bei Konzerten. So wären The Shrine bei Punk-Konzerten als Metal-Band bezeichnet worden, während die Band bei Metal-Konzerten immer die Punks waren.

## Diskografie

### Alben
- 2012: Primitive Blast
- 2014: Bless Off
- 2015: Rare Breed

### Singles
- 2010: Olympic Airstream / Mirror Fits Like a Glove
- 2011: The Shrine
- 2013: In My Head / Sympthom of the Universe
- 2013: Napalm + Hellride
- 2013: No Penalty / Future of Our Nation
- 2014: Waiting for the War

### Split-Veröffentlichungen
- 2013: Spit in My Life / Runaway (mit Zig Zags)
- 2014: High School Rip / Tripping Corpse (mit Dirty Fences)